# Subdivisions des Philippines
Cet article décrit l'organisation administrative des Philippines.
Les Philippines sont divisées en une hiérarchie d’unités locales de gouvernement (Local Government Units, LGU). La province (lalawigan en philippin) étant la subdivision de base. En 2002, il y a 79 provinces dans le pays, regroupées en 17 régions administratives (rehiyon). Les provinces sont subdivisées en villes et municipalités, qui elles-mêmes sont composées de barangays. Le barangay est la plus petite LGU.
Pour des raisons de commodité administrative, les 17 régions sont généralement organisées de manière à regrouper des provinces ayant les mêmes caractéristiques culturelles et ethnologiques. La plupart des administrations gouvernementales possèdent des bureaux au niveau régional, habituellement dans la ville ayant le statut de capitale régionale. Les régions elles-mêmes ne possèdent pas d'organe gouvernant distinct, à l'exception de la Région autonome musulmane de Bangsamoro, et de la Région de la capitale nationale (NCR), non divisée en provinces mais gouvernée localement par ses 17 villes ou municipalités indépendantes (fortement urbanisées) ayant chacune les attributions normalement dévolues aux provinces.
Les régions sont géographiquement combinées en trois groupes d'îles : Luçon, les Visayas, et Mindanao.

## Liste des régions et provinces par groupe d'îles

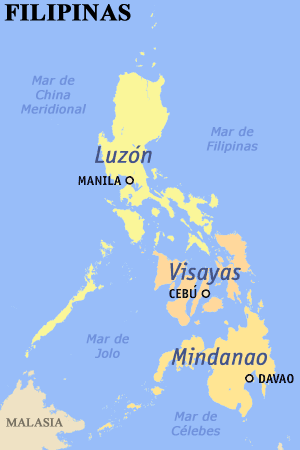
Carte des Philippines montrant les groupes d'îles de Luçon, Visayas et Mindanao.

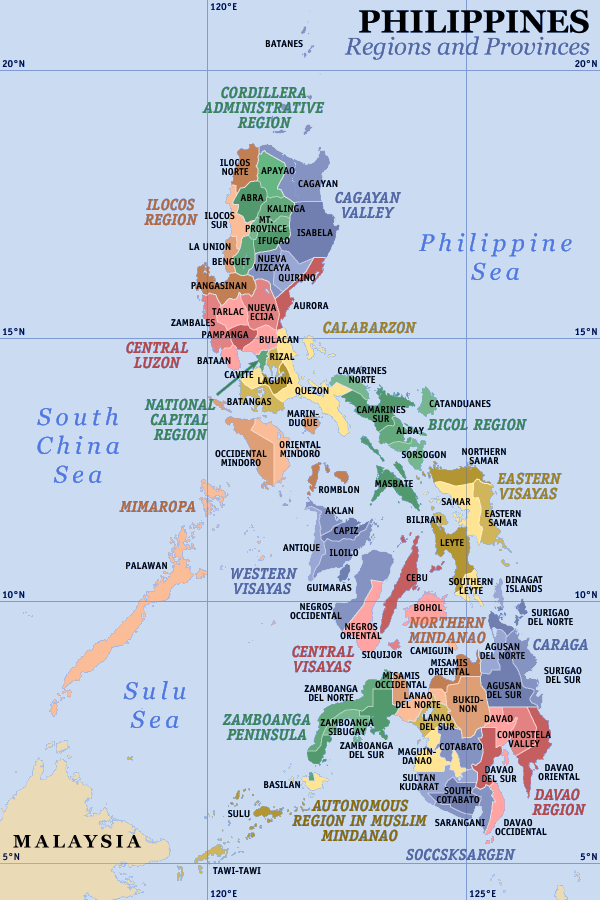
Carte des Philippines montrant toutes les régions et leurs provinces.

Les chiffres de la population sont tirés de National Statistics Office, Census of Population and Housing - Recensement 1990-2010 :
- (1) : croissance depuis 1990 de la population en 2010 ;
- (2) : part dans la population totale du pays en 2010.

### Groupe d'îles de Luçon
| Province             | Capitale     | Population (2010) | Superficie (km2) | Densité | (1)      | (2)    |
| -------------------- | ------------ | ----------------- | ---------------- | ------- | -------- | ------ |
| Ilocos Norte         | Laoag        | 568 017           | 3 399            | 167     | + 23,0 % | 0,61 % |
| Ilocos Sur           | Vigan        | 658 587           | 2 580            | 255     | + 26,6 % | 0,71 % |
| La Union             | San Fernando | 741 906           | 1 493            | 497     | + 35,2 % | 0,80 % |
| Pangasinan           | Lingayen     | 2 779 862         | 5 368            | 518     | + 37,6 % | 3,01 % |
| Total pour la région | San Fernando | 4 748 372         | 12 840           | 370     | + 33,7 % | 5,14 % |

| Province             | Capitale        | Population (2010) | Superficie | Densité | (1)      | (2)    |
| -------------------- | --------------- | ----------------- | ---------- | ------- | -------- | ------ |
| Batanes              | Basco (Batanes) | 16 604            | 209        | 79      | + 10,5 % | 0,02 % |
| Cagayan              | Tuguegarao      | 1 124 773         | 9 295      | 121     | + 35,5 % | 1,22 % |
| Isabela              | Ilagan          | 1 489 645         | 12 557     | 118     | + 37,9 % | 1,61 % |
| Nueva Vizcaya        | Bayombong       | 421 355           | 3 904      | 107     | + 39,9 % | 0,46 % |
| Quirino              | Cabarroguis     | 176 786           | 3 057      | 58      | + 54,9 % | 0,19 % |
| Total pour la région | Tuguegarao      | 3 229 163         | 26 837     | 120     | + 38,0 % | 3,50 % |

| Province             | Capitale     | Population (2010) | Superficie (km2) | Densité | (1)      | (2)     |
| -------------------- | ------------ | ----------------- | ---------------- | ------- | -------- | ------- |
| Aurora               | Baler        | 201 233           | 3 239            | 62      | + 44,2 % | 0,22 %  |
| Bataan               | Balanga      | 687 482           | 1 373            | 500     | + 61,5 % | 0,74 %  |
| Bulacain             | Malolos      | 2 924 433         | 2 625            | 1114    | + 94,3 % | 3,17 %  |
| Nueva Ecija          | Palayan      | 1 955 373         | 5 284            | 370     | + 49,0 % | 2,11 %  |
| Pampangue            | San Fernando | 2 340 355         | 2 181            | 1 098   | + 52,7 % | 2,54 %  |
| Tarlac               | Tarlac       | 1 273 240         | 3 053            | 417     | + 48,1 % | 1,38 %  |
| Zambales             | Iba          | 755 621           | 3 714            | 203     | + 34,2 % | 0,81 %  |
| Total pour la région | San Fernando | 10 137 737        | 21 543           | 470     | + 59,9 % | 10,98 % |

| Province             | Capitale       | Population (2010) | Superficie (km2) | Densité | (1)       | (2)    |
| -------------------- | -------------- | ----------------- | ---------------- | ------- | --------- | ------ |
| Batangas             | Batangas       | 2 377 395         | 3 166            | 751     | + 61,0 %  | 2,57 % |
| Cavite               | Trece Martires | 3 090 691         | 1 288            | 2400    | + 168,2 % | 3,34 % |
| Laguna               | Santa Cruz     | 2 669 847         | 1 760            | 1517    | + 94,8    | 2,89 % |
| Quezon               | Lucena         | 1 987 030         | 8 707            | 228     | + 44,8 %  | 2,15 % |
| Rizal                | Antipolo       | 2 484 840         | 1 309            | 1898    | + 154 %   | 2,69 % |
| Total pour la région | Calamba        | 12 609 803        | 16 229           | 777     | + 98,6 %  | 13,7 % |

| Province             | Capitale        | Population (2010) | Superficie (km2) | Densité | (1)      | (2)    |
| -------------------- | --------------- | ----------------- | ---------------- | ------- | -------- | ------ |
| Marinduque           | Boac            | 227 828           | 959              | 237     | + 22,8 % | 0,25 % |
| Mindoro occidental   | Mamburao        | 452 971           | 5 880            | 77      | + 60,3 % | 0,49 % |
| Mindoro oriental     | Calapan         | 785 602           | 4 365            | 180     | + 42,8 % | 0,85 % |
| Palawan              | Puerto Princesa | 994 340           | 14 896           | 67      | + 88,2 % | 1,10 % |
| Romblon              | Romblon         | 283 930           | 1 356            | 209     | + 24,7 % | 0,31 % |
| Total pour la région | Calapan         | 2 744 671         | 27 456           | 100     | + 54,6 % | 2,97 % |

| Province             | Capitale     | Population (2010) | Superficie (km2) | Densité | (1)      | (2)    |
| -------------------- | ------------ | ----------------- | ---------------- | ------- | -------- | ------ |
| Albay                | Legazpi      | 1 233 432         | 1 818            | 678     | + 36,5 % | 1,33 % |
| Camarines Norte      | Daet         | 542 915           | 2 112            | 257     | + 38,8 % | 0,59 % |
| Camarines Sur        | Pili         | 1 822 371         | 5 267            | 346     | +39,5 %  | 1,97 % |
| Catanduanes          | Virac        | 246 300           | 1 511            | 163     | + 31,7 % | 0,27 % |
| Masbate              | Masbate City | 834 650           | 4 048            | 206     | + 39,2 % | 0,90 % |
| Sorsogon             | Sorsogon     | 740 743           | 2 141            | 345     | + 41,6 % | 0,80 % |
| Total pour la région | Legazpi      | 5 420 411         | 18 114           | 299     | + 38,6 % | 5,87 % |

| Province             | Capitale    | Population (2010) | Superficie (km2) | Densité | (1)      | (2)    |
| -------------------- | ----------- | ----------------- | ---------------- | ------- | -------- | ------ |
| Province d'Abra      | Bangued     | 234 733           | 3 976            | 59      | + 27,1 % | 0,25 % |
| Apayao               | Kabugao     | 112 636           | 3 928            | 27      | + 50,7 % | 0,12 % |
| Benguet              | La Trinitad | 722 620           | 2 655            | 272     | + 48,7 % | 0,78 % |
| Ifugao               | Lagawe      | 191 078           | 2 518            | 76      | + 29,7 % | 0,21 % |
| Kalinga              | Tabuk       | 201 613           | 3 120            | 65      | + 47,1 % | 0,22 % |
| Mountain Province    | Bontoc      | 154 187           | 2 097            | 73      | + 32,3 % | 0,17 % |
| Total pour la région | Baguio      | 1 616 867         | 18 294           | 88      | + 41,1 % | 1,75 % |

| Région        | Capitale | Population (2010) | Superficie (km2) | Densité | (1)      | (2)     |
| ------------- | -------- | ----------------- | ---------------- | ------- | -------- | ------- |
| Grand Manille | Manille  | 11 855 975        | 617              | 19 215  | + 49,2 % | 12,84 % |

### Groupe d'îles des Visayas
| Province             | Capitale               | Population (2010) | Superficie (km2) | Densité | (1)      | (2)    |
| -------------------- | ---------------------- | ----------------- | ---------------- | ------- | -------- | ------ |
| Aklan                | Kalibo                 | 535 725           | 1 818            | 295     | + 40,8 % | 0,58 % |
| Antique              | San Jose de Buenavista | 546 031           | 2 522            | 216     | + 34,4 % | 0,59 % |
| Cápiz                | Roxas City             | 719 685           | 2 633            | 273     | + 23,2 % | 0,78 % |
| Guimaras             | Jordan                 | 162 943           | 605              | 269     | + 38,1 % | 0,18 % |
| Iloílo               | Iloílo                 | 2 230 195         | 4 719            | 473     | + 35,3 % | 2,41 % |
| Negros occidental    | Bacolod                | 2 907 859         | 7 926            | 366     | + 28,8 % | 3,15 % |
| Total pour la région | Iloílo                 | 7 102 438         | 20 440           | 347     | + 31,7 % | 7;69 % |

| Province             | Capitale   | Population (2010) | Superficie (km2) | Densité | (1)      | (2)    |
| -------------------- | ---------- | ----------------- | ---------------- | ------- | -------- | ------ |
| Bohol                | Tagbilaran | 1 255 128         | 4 117            | 305     | + 32,3 % | 1,36 % |
| Cebu                 | Cebu       | 4 167 320         | 5 088            | 819     | + 57,5 % | 4,51 % |
| Negros oriental      | Dumaguete  | 1 286 666         | 5 402            | 238     | + 39,1 % | 1,39 % |
| Siquijor             | Siquijor   | 91 066            | 344              | 265     | + 23,3 % | 0,10 % |
| Total pour la région | Cebu       | 6 800 180         | 14 852           | 457     | + 48,0 % | 7,36 % |

| Province             | Capitale   | Population (2010) | Superficie (km2) | Densité | (1)      | (2)    |
| -------------------- | ---------- | ----------------- | ---------------- | ------- | -------- | ------ |
| Biliran              | Naval      | 161 760           | 556              | 291     | + 37,1 % | 0,17 % |
| Samar oriental       | Borongan   | 428 877           | 4 340            | 99      | + 30,2 % | 0,46 % |
| Leyte                | Tacloban   | 1 789 158         | 5 713            | 313     | + 30,8 % | 1,94 % |
| Samar du Nord        | Catarman   | 589 013           | 3 498            | 168     | + 53,5 % | 0,64 % |
| Samar                | Catbalogan | 733 377           | 5 591            | 131     | + 34,4 % | 0,79 % |
| Leyte du Sud         | Maasin     | 399 137           | 1 734            | 230     | + 24,0 % | 0,43 % |
| Total pour la région | Tacloban   | 4 101 322         | 21 431           | 191     | + 34,2 % | 4,44 % |

### Groupe d'îles de Mindanao
| Province             | Capitale | Population (2010) | Superficie (km2) | Densité | (1)      | (2)    |
| -------------------- | -------- | ----------------- | ---------------- | ------- | -------- | ------ |
| Zamboanga du Nord    | Dipolog  | 1 055 854         | 6 618            | 160     | + 34,5 % | 1,14 % |
| Zamboanga du Sud     | Pagadian | 1 766 814         | 4 964            | 356     | + 55,2 % | 1,91 % |
| Zamboanga Sibugay    | Ipil     | 584 685           | 3 088            | 189     | + 43,6 % | 0,63 % |
| Total pour la région | Pagadian | 3 407 353         | 14 811           | 268     | + 49,4 % | 3,69 % |

| Province             | Capitale       | Population (2010) | Superficie (km2) | Densité | (1)      | (2)    |
| -------------------- | -------------- | ----------------- | ---------------- | ------- | -------- | ------ |
| Bukidnon             | Malaybalay     | 1 299 192         | 8 294            | 157     | + 53,9 % | 1,41 % |
| Camiguin             | Mambajao       | 83 807            | 230              | 364     | + 30,4 % | 0,09 % |
| Lanao du Nord        | Tubod          | 930 738           | 3 092            | 301     | + 51,7 % | 1,01 % |
| Misamis occidental   | Oroquieta      | 567 642           | 1 939            | 293     | + 33,8 % | 0,61 % |
| Misamis oriental     | Cagayán de Oro | 1 415 944         | 3 570            | 397     | + 63,7 % | 1,53 % |
| Total pour la région | Cagayán de Oro | 4 297 323         | 20 132           | 213     | + 52,8 % | 4,65 % |

| Province             | Capitale   | Population (2010) | Superficie (km2) | Densité | (1)      | (2)    |
| -------------------- | ---------- | ----------------- | ---------------- | ------- | -------- | ------ |
| Davao de Oro         | Nabunturan | 687 195           | 4 667            | 147     | + 47,8 % | 0,74 % |
| Davao du Nord        | Tagum      | 945 764           | 3 463            | 273     | + 60,3 % | 1,02 % |
| Davao du Sud         | Digos      | 2 317 986         | 6 378            | 363     | + 56,3   | 2,51 % |
| Davao oriental       | Mati       | 517 618           | 5 165            | 100     | + 31,1 % | 0,56 % |
| Total pour la région | Davao      | 4 468 563         | 20 244           | 221     | + 52,3 % | 4,84 % |

| Province             | Capitale  | Population (2010) | Superficie (km2) | Densité | (1)      | (2)    |
| -------------------- | --------- | ----------------- | ---------------- | ------- | -------- | ------ |
| Cotabato             | Kidapawan | 1 498 294         | 6 570            | 228     | + 68,1 % | 1,62 % |
| Sarangani            | Alabel    | 498 904           | 2 980            | 167     | + 76,2 % | 0,54 % |
| South Cotabato       | Koronadal | 1 365 286         | 4 489            | 304     | + 72,8 % | 1,48 % |
| Sultan Kudarat       | Isulan    | 747 087           | 4 715            | 158     | + 71,3 % | 0,81 % |
| Total pour la région | Koronadal | 4 109 571         | 18 926           | 217     | + 71,2 % | 4,45 % |

| Province             | Capitale    | Population (2010) | Superficie (km2) | Densité | (1)      | (2)    |
| -------------------- | ----------- | ----------------- | ---------------- | ------- | -------- | ------ |
| Agusan du Nord       | Cabadbaran  | 642 196           | 2 590            | 248     | + 38,0 % | 0,69 % |
| Agusan du Sud        | Prosperidad | 656 418           | 8 966            | 73      | + 56,0 % | 0,71 % |
| Îles Dinagat         | San Jose    | 126 803           | 802              | 158     | + 28,2 % | 0,14 % |
| Surigao del Norte    | Surigao     | 442 588           | 1 937            | 228     | + 35,3 % | 0,48 % |
| Surigao del Sur      | Tandag      | 561 219           | 4 552            | 123     | + 24,1 % | 0,61 % |
| Total pour la région | Butuan      | 2 429 224         | 18 848           | 128     | + 37,7 % | 2,63 % |

| Province             | Capitale      | Population (2010) | Superficie (km2) | Densité | (1)      | (2)    |
| -------------------- | ------------- | ----------------- | ---------------- | ------- | -------- | ------ |
| Basilan              | Isabela       | 293 322           | 1 234            | 238     | + 63,6 % | 0,32 % |
| Lanao del Sur        | Marawi        | 933 260           | 3 872            | 241     | + 55,5 % | 1,01 % |
| Maguindanao          | Shariff Aguak | 944 718           | 4 900            | 193     | + 49,8 % | 1,02 % |
| Sulu                 | Jolo          | 718 290           | 1 600            | 449     | + 52,8 % | 0,78 % |
| Tawi-Tawi            | Bongao        | 366 550           | 1 087            | 337     | + 60,6 % | 0,40 % |
| Total pour la région | Cotabato      | 3 256 140         | 12 695           | 256     | + 54,4 % | 3,53 % |

### Pays entier
| Pays               | Capitale | Population (2010) | Superficie (km2) | Densité | (1)    | (2)   |
| ------------------ | -------- | ----------------- | ---------------- | ------- | ------ | ----- |
| Total pour le pays | Manille  | 92 337 852        | 300 400          | 307     | + 52,1 | 100 % |

## Subdivisions électorales
- Circonscriptions législatives des Philippines.

## Remarques
- Les noms de trois régions sont transcrits en lettres majuscules : il s'agit d'acronymes contenant les noms des provinces ou villes constitutives.
- La ville d'Isabela est située sur l'île de Basilan, mais est rattachée statistiquement à la région de la Péninsule de Zamboanga ; de même la ville de Cotabato, enclavée dans la province de Maguindanao est rattachée statistiquement à la région de Soccsksargen.
- Une nouvelle province nommée Davao occidental a été créée le 23 juillet 2013 par détachement d'une partie de la province de Davao du Sud.
- La Région autonome en Mindanao musulmane (ARMM) a été remplacée en 2019 par la région Bangsamoro.